# Бра (Лот и Гарона)
Бра (фр. Brax) насеље је и општина у југозападној Француској у региону Аквитанија, у департману Лот и Гарона која припада префектури Ажан.
По подацима из 2011. године у општини је живело 1889 становника, а густина насељености је износила 214,66 становника/km². Општина се простире на површини од 8,8 km². Налази се на средњој надморској висини од 110 метара (максималној 60 m, а минималној 35 m).

## Демографија
| 1962. | 1968. | 1975. | 1982. | 1990. | 1999. | 2011. |
| ----- | ----- | ----- | ----- | ----- | ----- | ----- |
| 542   | 675   | 774   | 1.109 | 1.370 | 1.615 | 1.889 |

График промене броја становника у току последњих година